# کاوازاکی زد۱۰۰۰
کاوازاکی زد۱۰۰۰ (به انگلیسی: Kawasaki Kz1000) یک موتور سیکلت ساخت ژاپن توسط کمپانی کاوازاکی است. که ساخت آن در سپتامبر ۱۹۷۶ برای سال ۱۹۷۷ آغاز شد. این موتور سیکلت چهار سیلندر ژاپنی مدل پیشرفته‌ای بود که جایگزین کاوازاکی زد۹۰۰ شود. این موتور دارای یک انجین چهار سیلندر خطی و یک جعبه دنده پنج سرعته با تولید حدود ۹۰ اسب بخار قدرت به یکی از سریعترین موتور سیکلتهای تولیدی آن دوران بود. تولید مدل پلیسی تا سال ۲۰۰۵ ادامه داشت.